# Umag
Umag (olaszul Umago) város és község (járás) Horvátországban, Isztria megyében. 

## A község (járás) települései
Umag (Umago) város mellett közigazgatásilag az alábbi falvak tartoznak a községhez (járáshoz) (zárójelben az olasz név szerepel):
Babići (Babici), Bašanija (Bassania), Crveni Vrh (Monte Rosso), Čepljani (Cipiani), Đuba (Giubba), Finida (Finida), Juricani (Giurizzani), Katoro (Catoro), Kmeti (Metti), Križine (Crisine), Lovrečica (San Lorenzo), Materada (Matterada), Monterol (Monterol), Murine (Morno), Petrovija (Petrovia), Savudrija (Salvore), Seget (Seghetto), Sveta Marija na Krasu /része/ (Madonna del Carso), Valica (Valizza), Vardica (Vardiza), Vilanija (Villania) és Zambratija (Zambrattia).

## Fekvése
Isztria északnyugati részén, Porečtől 25 km-re északra, Kopertől 22 km-re délnyugatra, a szlovén határtól mindössze 10 km-re a tengerparton fekszik. Horvátország legnyugatibb városa, közigazgatási, gazdasági és kulturális központ.

## Története
Az emberi jelenlét legrégibb nyomai az Isztriának ezen a részén a középső kőkorszakból, az i. e. 10. évezred és az i. e. 6. évezred közötti időszakból származnak. A közeli Savudrijában a Mirna és a Dragonja folyók között számos kőszerszám került elő. A félsziget északnyugati részének nagyobb arányú benépesülése a bronzkor és a vaskor időszakára az i. e. 5. évezred és az i. e. 1500 közötti időszakra tehető, amikor a jól védhető magaslatokon földből és kőből épített várak, erődített települések létesültek, melyeket számos esetben többszörös gyűrű alakú sáncok öveztek. Ilyen erősségek nyomai láthatók Crveni Vrhnél levő Sveti Petar, a Zambratijánál levő Romanija és a Bujénál található Kaštel nevű magaslatokon, de védőfalak óvták a tengerparti kis félszigetek szűk bejáratait a Sveti Ivan és a Sipar-foknál is. Amikor i. e. 177-ben a római seregek végleg felszámolták a félszigetet addig uraló, a félsziget nevét adó hisztri törzs hatalmát új, békésebb korszak köszöntött erre a tájra.
A történeti források a mai község területén két római települést említenek: Siluo / Silvio a mai Savudrija helyén, Sepomaia pedig Umag és Zambratija között a tengerparton állt. A régészeti leletek tanúsága szerint az Isztria parti területein szőlő és olajbogyó termesztéssel foglalkozó villagazdaságok sokasága működött, melyek többé-kevésbé egyúttal tulajdonosaik rezidenciáiul is szolgáltak. Ilyen luxus kivitelezésű villák maradványait tárták fel a Katoro és a Tiola-félszigeten, valamint Lovrečica, Sveti Ivan és Zambratija területén. A legértékesebb leletek az 1907-ben Ježi faluban talált, ma Triesztben őrzött római katonai diploma, valamint a Pólában őrzött, bronzból készített savudrijai Fortuna- és a katoroi Merkur-szobor. A Segethez tartozó Vela Lugán találták az 1960-as években azt az érdekes domborművet, amely a gorgókat ábrázolja és szintén a pólai Isztria múzeumban található.
Az emberek 5. és 9. század között népesítették be az Umagi-öböl északi és déli végét lezáró védett Sipar és Umag-félsziget közötti területet, melyet valószínűleg ekkor még egy szűk csatorna választott el a szárazföldtől. Valószínűleg a késő római korból ered Szent Pelegrin vértanú egyedülálló umagi tisztelete. Az alapján, hogy a szent tisztelete Umag szűkebb környékére korlátozódik feltételezik, hogy életének egy részét itt élte le. Szent Pelegrin ma is Umag védőszentje, akinek tiszteletére a város középkori templomát szentelték és egy másik neki szentelt templom áll a községhez tartozó Đubához közeli azonos nevű fokon. Újjáépítették a vidék régi várait. Ilyen régi erősség volt a Crveni Vrhnél levő Sveti Petar, ahol később a 9. és 14. század között kápolna is épült. Ebből a korból származik a városközpontban feltárt háromhajós belső apszisos nagyméretű templom és a város egykori védőfalainak kiásott része. Umag első írásos említése „Humagum” alakban a 7. századból származik ismeretlen ravennai szerző kozmográfiájából, amely több partmenti település között megemlíti Sapparis (Sipar), Silbio (Savudrija) városait is. Ekkor Umag a Bizánci Birodalomhoz tartozott, majd a 8. században rövid ideig longobárd uralom alatt állt. Ezután ismét bizánci, majd frank uralom következett. Umag korai történetének egyik legjelentősebb dátuma 876, amikor Domagoj horvát fejedelem Sipart is teljesen megsemmisítette. Sipar lakosságának egy része valószínűleg Umagra települt át, mert a régészeti leletek arra utalnak, hogy Sipar a támadás következményeit teljesen már sohasem heverte ki. A Frank Birodalom széthullása után az Isztria német kézre került. Umag és Sipar a 10. században adomány révén az aquileiai pátriárka birtoka lett.
1269-ben Umagot a Velencei Köztársaság foglalta el és egészen 1797-ig meg is tartotta. 1370-ben felégette a Velence ellen hadat viselő genovai sereg, ekkor semmisült meg a városi levéltár is, mely a város addigi okleveleit őrizte.
Az eredeti Umag egy falakkal körülvett hosszúkás szigetecske volt, mely a középkor folyamán fokozatosan terjeszkedett a szomszédos szárazföldi területekre. Egy a 18. század elején készített térképen még látható az a híd, mely a várost a szárazfölddel összekötötte és az a fal, amely a híd előtti elővárost védte. A város legrégibb fennmaradt épülete a 13. századi őrtoronyból átépített püspöki palota, mely ma a városi múzeum kiállításának ad helyet és amely mellett még láthatók a városfal maradványai. A két védőfal közötti területen 1514-ben épült fel a kis Szent Rókus templom, melyet 2003-ban restauráltak. Ennek a templomnak a régészeti feltárása során találták Barbarának, Marino podeszta lányának sírkőlapját, melyet ma a városi múzeumban őriznek. A régi Szent Pelegrin plébániatemplom helyén építették fel 1757-ben a Mária Mennybevétele templomot, melynek felszentelése 1760-ban történt. A templom melletti harangtornyot a 15. században építették, 1691-ben megújították.
A 16. századra a sorozatos járványok és háborúk következtében lakossága nagyrészt kipusztult. A 16. és 17. században a Balkán-félszigetről és Dalmáciából érkezett, a török hódítás elől menekülő földművesekkel telepítették be.A korabeli források azt is feljegyzik, hogy 1687-ben kalózok támadták meg és fosztották ki a várost. 1797-ben a napóleoni háborúk következtében megszűnt a Velencei Köztársaság és az Isztria előbb osztrák, majd 1805-ben az Illír Provincia részeként francia uralom alá került. 1811-ben a franciák elleni hadműveletek során felgyújtotta az angol hajóhad. 1814-ben Napóleon bukása után száz évre újra osztrák kézre került. A hajózás modernizációjával, a régi feudális intézményrendszer megszűnésével, az ipari és mezőgazdasági reformok bevezetésével új korszak kezdődött. 1818-ban megépült a savudrijai világítótorony, az Adria legrégibb ilyen építménye. Tervezője a bécsi udvar egyik vezető építésze Pietro Nobile volt aki az adriai térségben még számos épületet tervezett. 1857-ben 1844, 1910-ben 1837 lakosa volt. Az első világháború után a rapallói szerződés értelmében Isztria az Olasz Királysághoz került. 1924-ben egy nagy tűzvészben súlyosan megrongálódott a főtéren álló városháza. 1943-ban az olasz kapitulációt követően német megszállás alá került, mely 1945-ig tartott. 
A második világháború után a párizsi békeszerződés értelmében Jugoszlávia része lett, de 1954-ig különleges igazgatási területként átmenetileg a Trieszti B zónához tartozott és csak ezután lépett érvénybe a jugoszláv polgári közigazgatás. A térség Jugoszláviához kerülése az olasz lakosság tömeges kivándorlásához vezetett. A 20. század második felére Umag az Északnyugat-Isztria legfőbb turisztikai és sport központjává vált. A település Jugoszlávia felbomlása után 1991-ben a független Horvátország része lett. 2011-ben a városnak 7093, a községnek összesen 13594 lakosa volt. A gazdaság húzóágazata a turizmus (Istraturist d. d.) volt, de fejlődött a hajózás, a halászat, a vegyipar (Hempel d. o. o., Cementgyár, Sipro d. o. o.) és a kereskedelem (Intercommerce export-import d. o. o., Trgopromet d. d.) is. Az Umagi-öböl északi részén az Adriatica szálloda előtt található a város jól védett kikötője. Környékén fejlett a mezőgazdaság (gyümölcs, takarmánynövények, gabona és szőlőtermesztés). A városnak múzeuma, galériája, több iskolája van. A félsziget többi részével a 300-as számú (Umag-Buje) főút és a Novigrad–Umag–Savudrija közút köti össze.

## Népesség
| Lakosság változása | Lakosság változása | Lakosság változása | Lakosság változása | Lakosság változása | Lakosság változása | Lakosság változása | Lakosság változása | Lakosság változása | Lakosság változása | Lakosság változása | Lakosság változása | Lakosság változása | Lakosság változása | Lakosság változása | Lakosság változása |
| ------------------ | ------------------ | ------------------ | ------------------ | ------------------ | ------------------ | ------------------ | ------------------ | ------------------ | ------------------ | ------------------ | ------------------ | ------------------ | ------------------ | ------------------ | ------------------ |
| 1857               | 1869               | 1880               | 1890               | 1900               | 1910               | 1921               | 1931               | 1948               | 1953               | 1961               | 1971               | 1981               | 1991               | 2001               | 2011               |
| 1844               | 1970               | 1515               | 1440               | 1629               | 1837               | 3430               | 3746               | 1909               | 2839               | 3326               | 4520               | 6205               | 7718               | 7769               | 7093               |

## Nevezetességei
- Máig fennmaradt a középkori városmag szerkezete. Nagyrészt megmaradtak az újkori építményekbe jól beillesztett déli tájolású középkori-reneszánsz falak és tornyok. A városmag északi részén áll a püspöki palota, a trieszti püspökök hagyományos nyári rezidenciája, melyben ma a városi múzeum működik. A 19. század folyamán bontották le a külső védelmi gyűrűt, amely a külső és a belső városfalak közötti térséget védelmezte. A városmag sűrűn beépített nyugati részén monoforámás és biforámás, címerekkel díszített késő gótikus-reneszánsz lakóházak sorakoznak.[4]
- A főtéren áll Mária Mennybevétele plébániatemplom (Župna crkva Uznesenja BDM), melyet 1730 és 1757 között G. Dongetti tervei szerint a régi plébániatemplom helyén építettek. Felszentelése 1760-ban volt, bár a monumentális homlokzat ekkor még nem készült el teljesen és máig is befejezetlenül áll. Egyhajós, boltozatos épület félköríves szentéllyel, kis oldalkápolnákkal. Berendezéséből kiemelkedik az 1776-ban F. Dacci műhelyében épített orgona, a kora reneszánsz Pieta, az oltár késő gótikus retablója, a feszület és a Mennyek Királynőjét ábrázoló 17. századi oltárkép. A bejárattól jobbra látható Szent Pelegrin kőből faragott 14. századi szobra. A mennyezet díszítése a 18. század második felében készült, G. B. Bissonának tulajdonítják.
- A templom mellett áll a 33 méter magas különálló 17. századi harangtorony, mely 1691-ben épült. A plébániatemplom terén állt még a régi városháza és a loggia, melyek maradványait az 1924-es tűzvész után elbontották. A plébániatemplomtól keletre a 19. század végén és a 20. század elején épített házsor található.
- A Szent Rókus templomot[5] 1514-ben építették. Fennmaradt a 17. században készített festett famennyezet. Az oltár fából faragott festett Szent Rókus, Szent Sebestyén és Szent Kristóf szobrai a 17. században készültek, Szent Pelegrin szobra a 15. században készült.
- Damiani Szent Péter tiszteletére szentelt temetőkápolnáját 1890-ben építették. Kőből épített oltárán a védőszentet ábrázoló festmény látható.
- A városban 1985-ben nyitotta meg a helyi születésű Mario Cettina (1959-1998) a Dante magángalériát, mely a modern és posztmodern művészek alkotásainak bemutatására vállalkozott.
- Az óvárosi temető a Szent András-templom maradványaival[6] az Umagtól Buje felé vezető út mentén a város szélesebb értelemben vett központjában található. A Szent Anrrás-templom a 17. és a 18. század fordulóján épült, valószínűleg egy régebbi épület helyén. Az umagi családok tagjainak sírkövei a templom körül csoportosulnak. A legrégebbi sírkő a Smergo családhoz tartozik, és 1613-ból származik. A temetőt kör alakú kőfal veszi körül. E temetőben a temetkezés a 19. század végén szűnt meg, amikor a mai Szent Damján városi temetőt megnyitották.
- Az Umag közelében fekvő Đuba területén, Seget településrésztől nyugatra egy nagyobb római épület maradványait találták. A régészeti leletek - téglatöredékek, amforák, falrészek - a föld megművelése során a tágabb környéken kerülnek felszínre. Medúza töredezett domborművét és egy feliratos márványtábla töredékét is megtalálták a környéken, valamint két, korábban publikált epigráfiai emlék is ismert erről a helyszínről.[7]
- A Kaštel-félszigeten Siparis ősi településének romjai találhatók. Különböző épületek és ősi csatornák maradványait találták. A parti övezetben az északi oldalon móló maradványai, a déli oldalon pedig egy nagyobb töltéssel rendelkező medence található (Kaštel-öböl). Ugyanebből az időszakból származó kerámia töredékek találhatók a területen, ami gazdag kulturréteget jelez.[8]

## Galéria

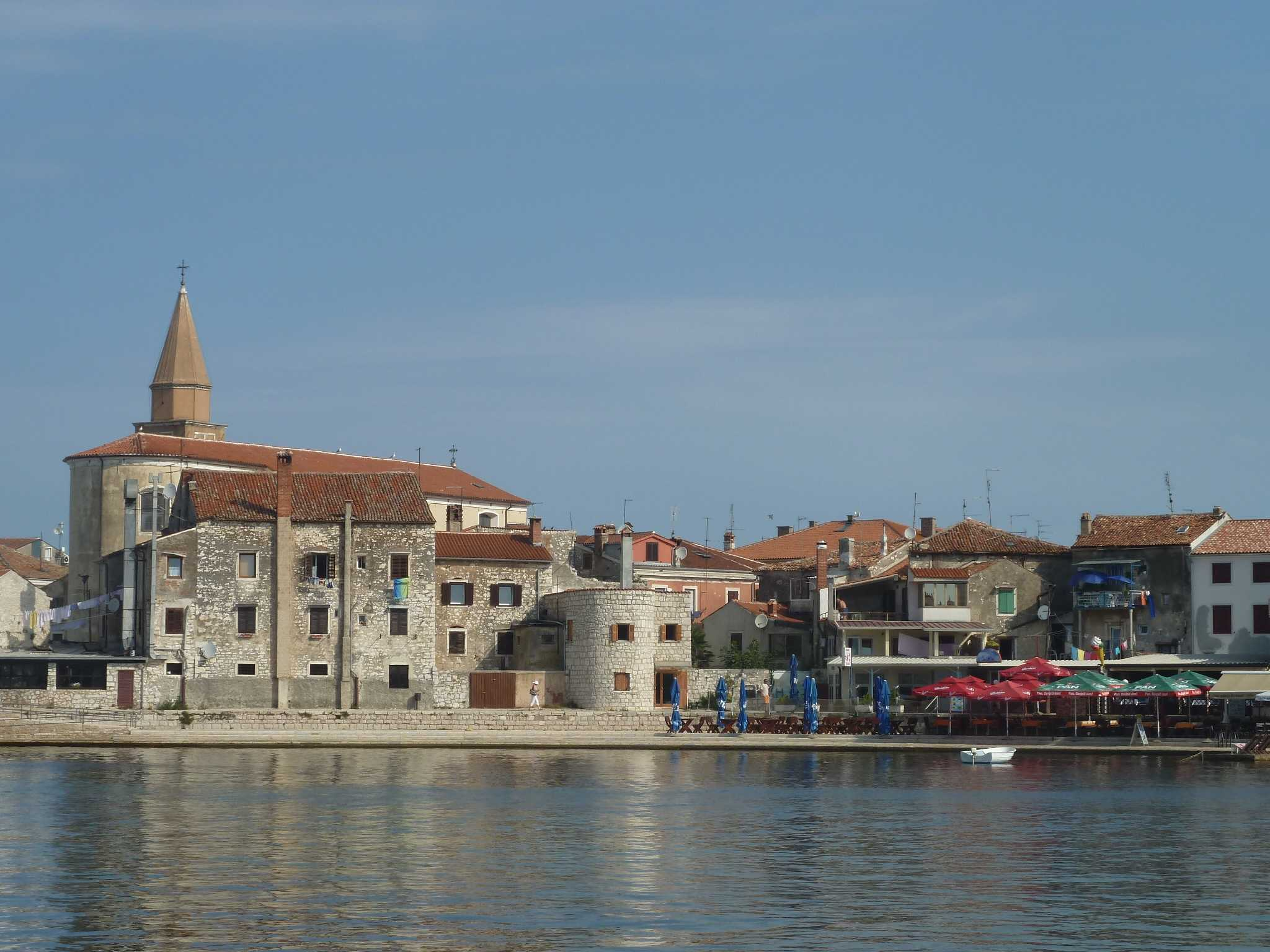
Umag látképe a tenger felől
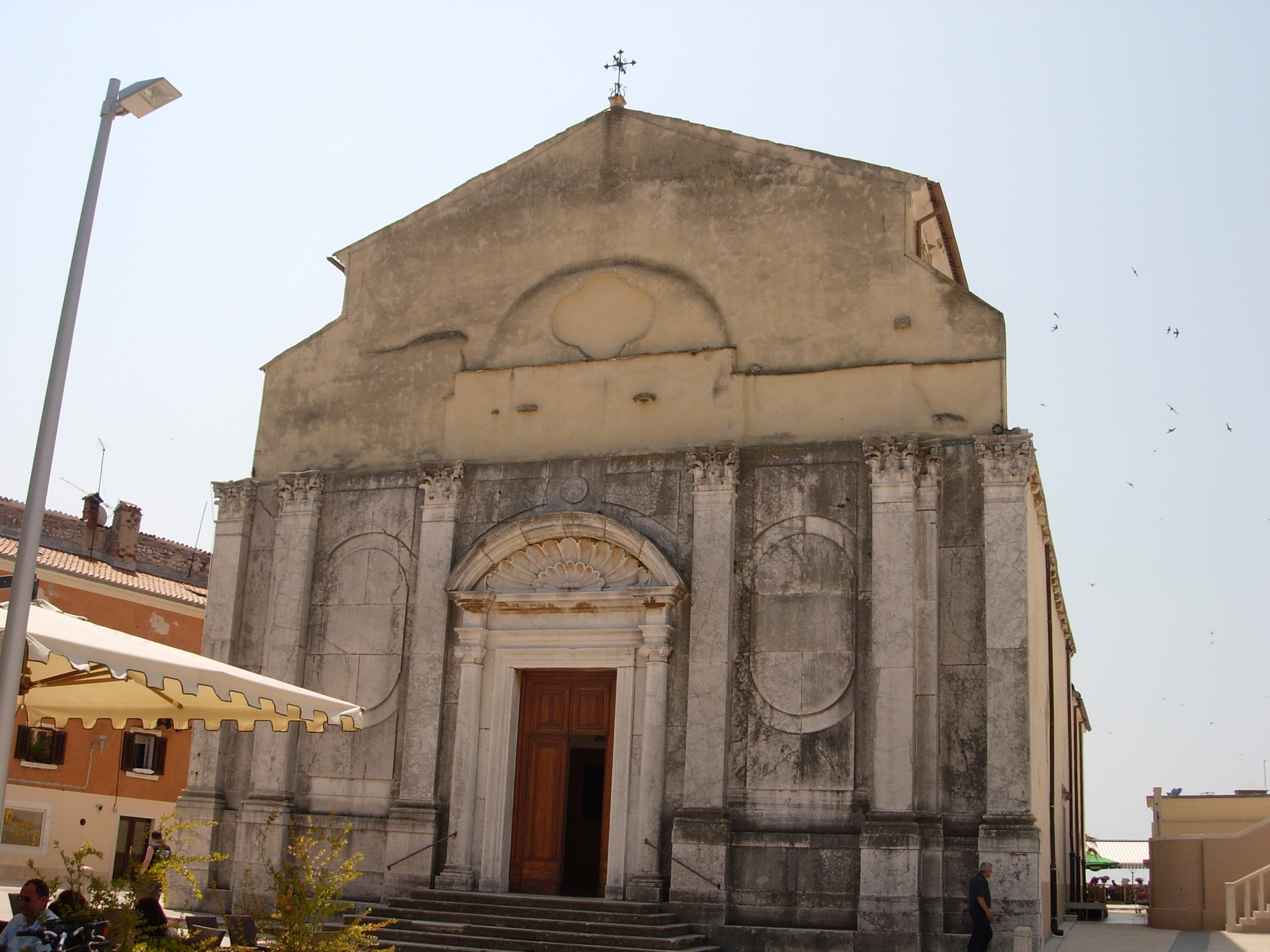
A plébániatemplom homlokzata
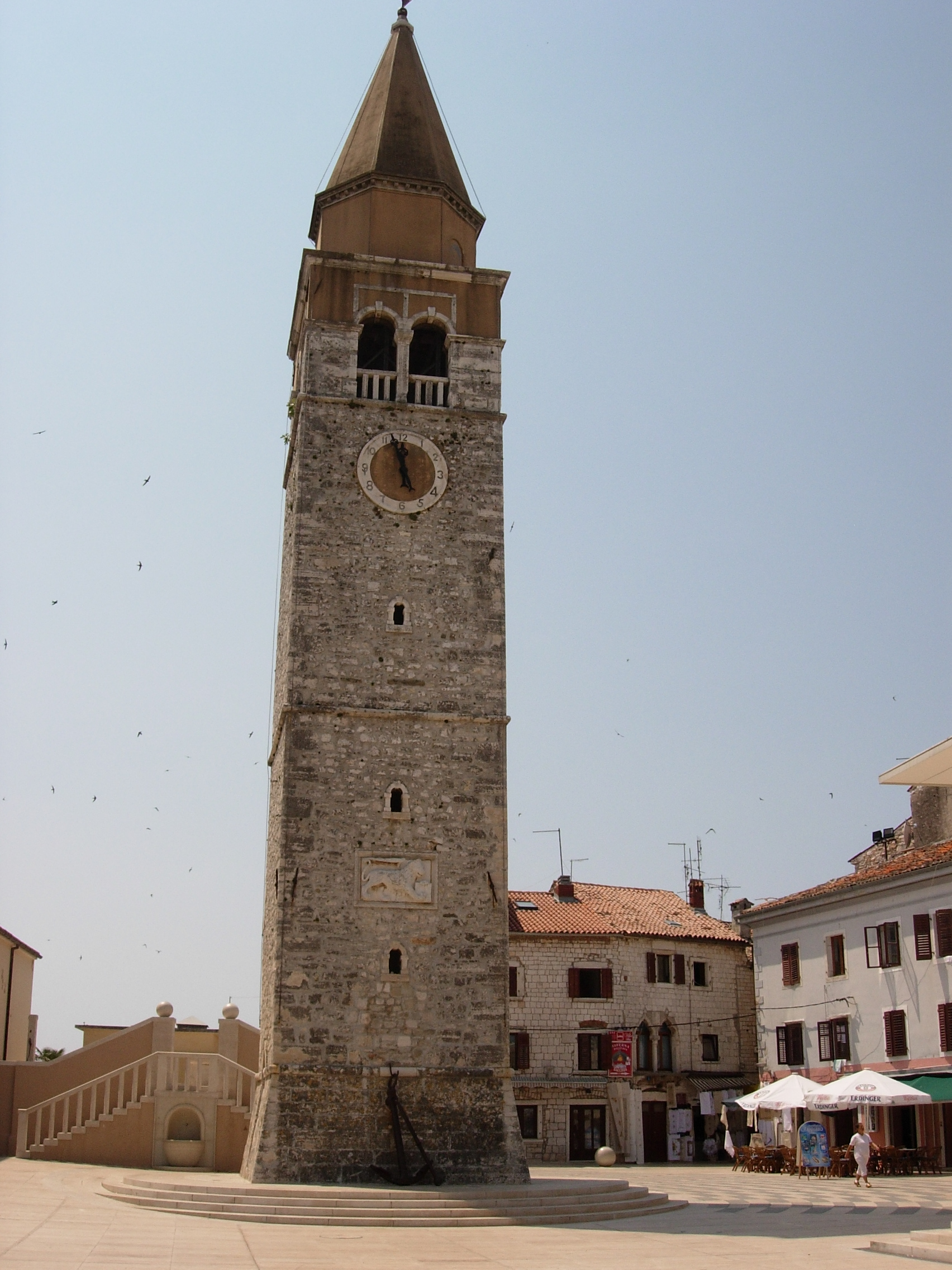
A harangtorony
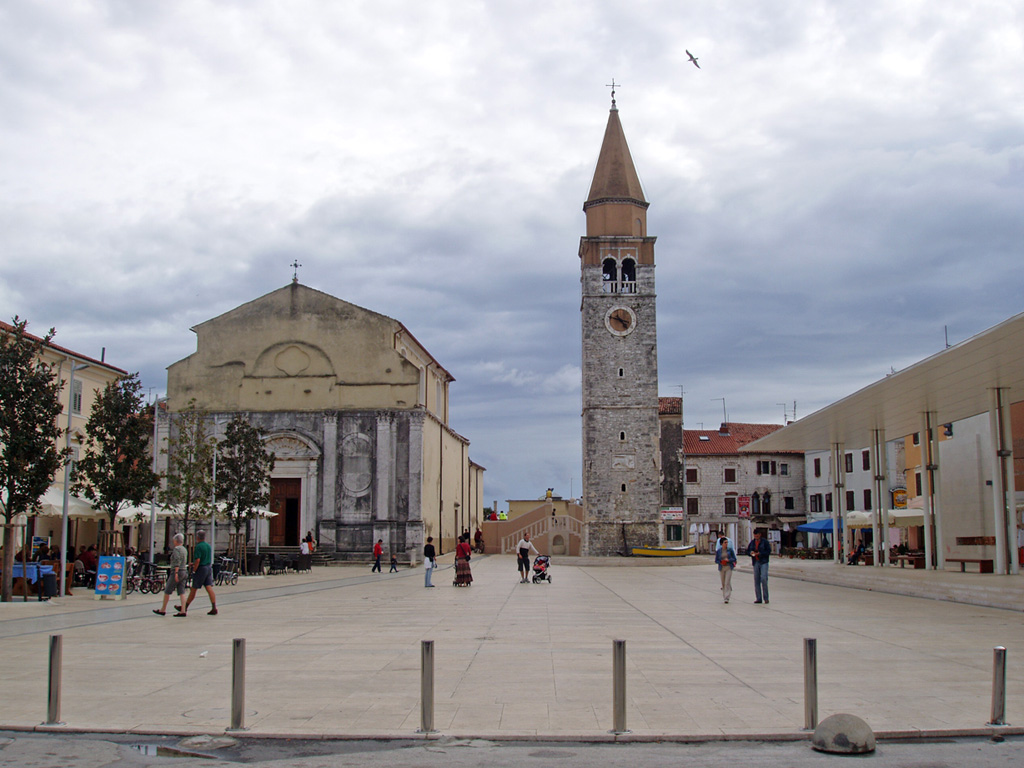
Umag főtere
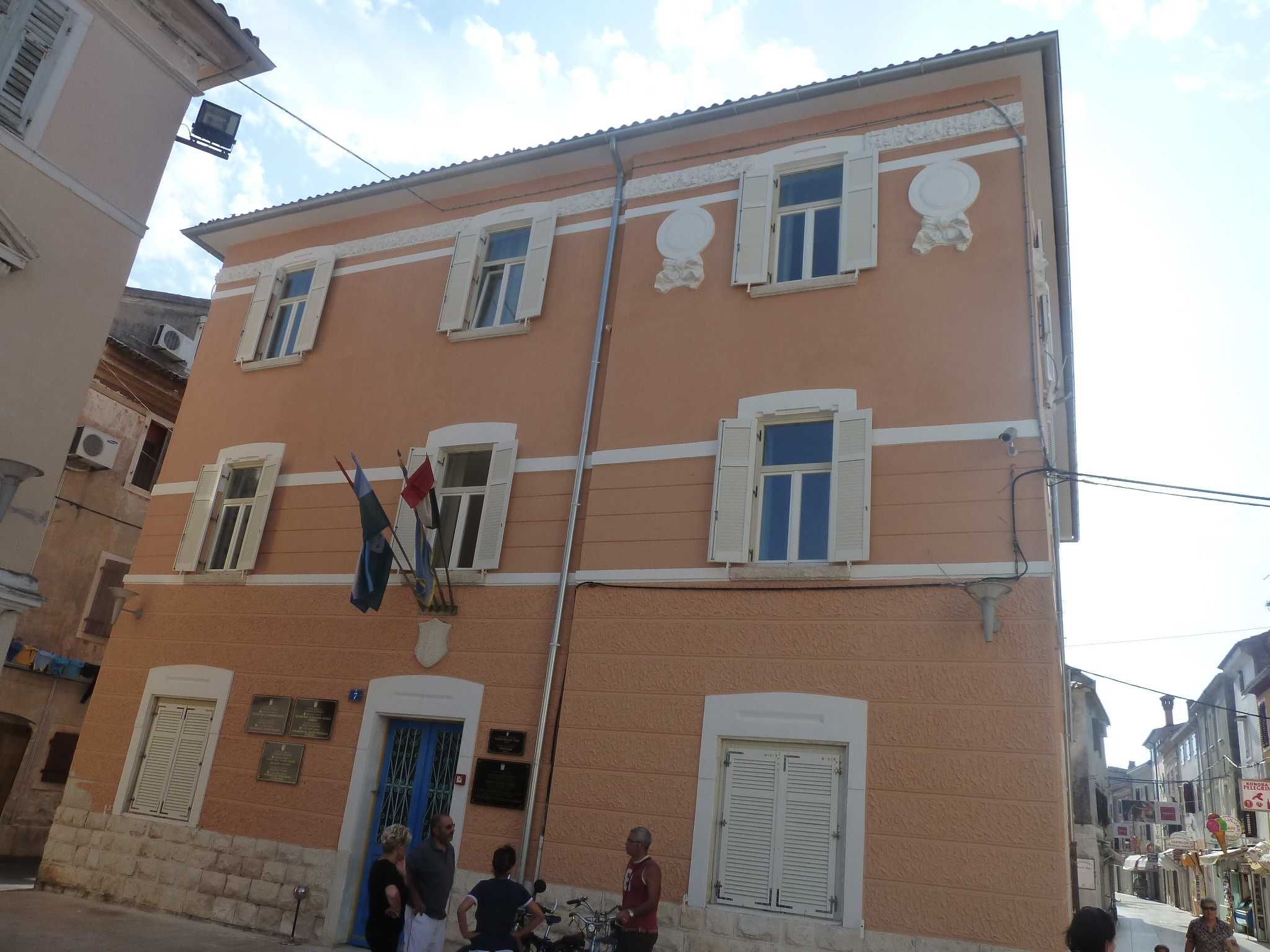
A városháza
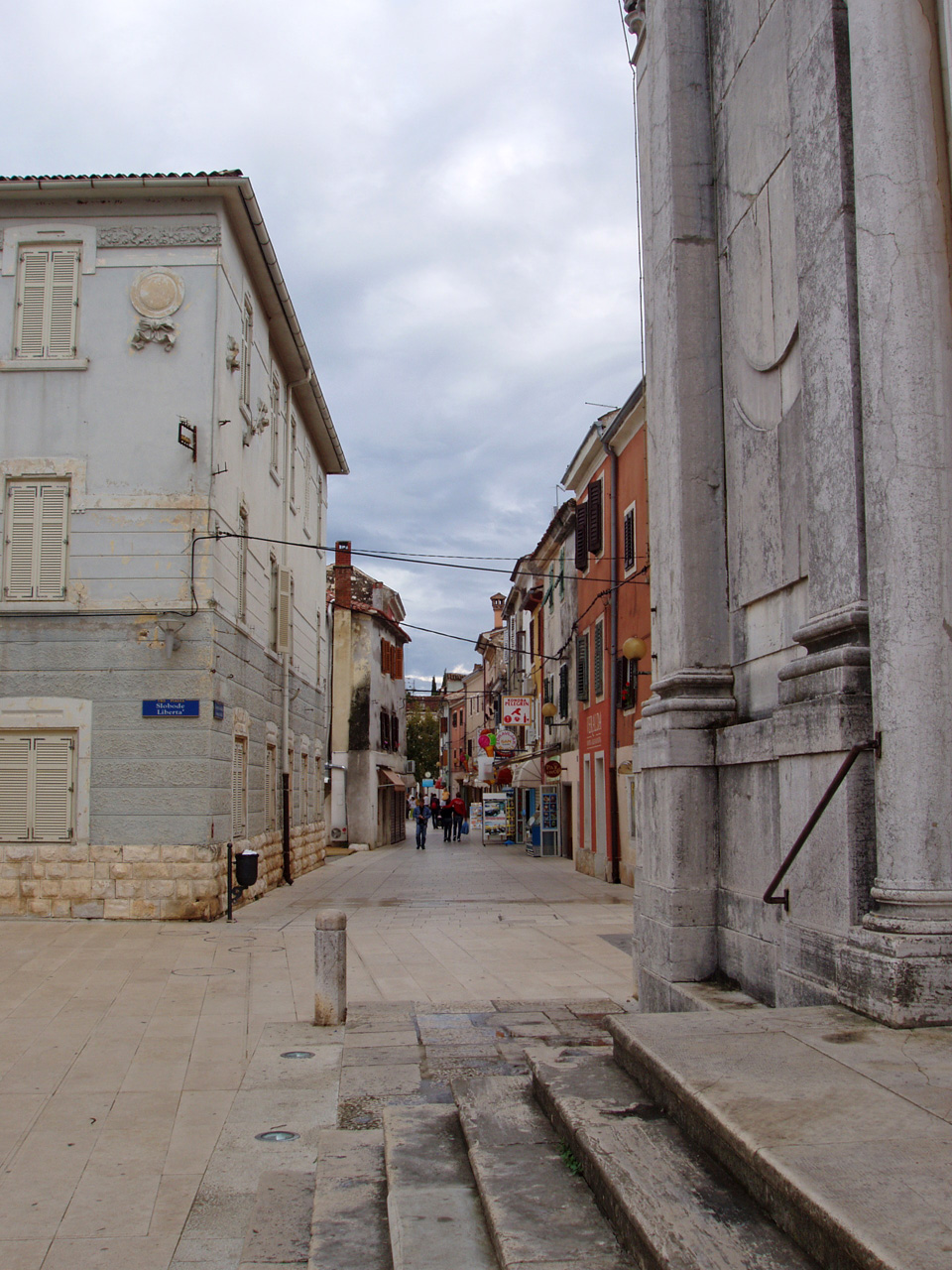
Umagi utcarészlet
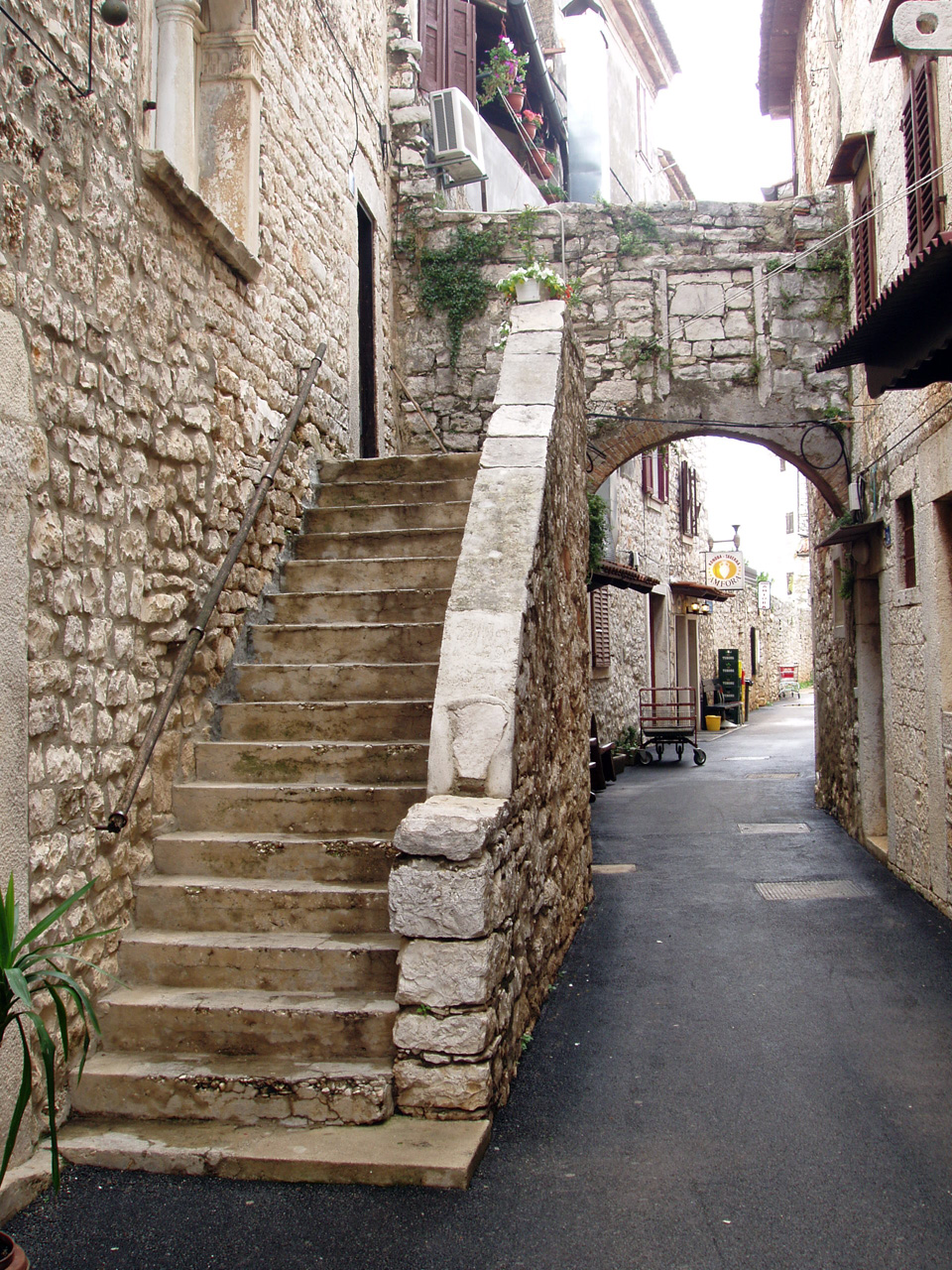
Umagi utcarészlet
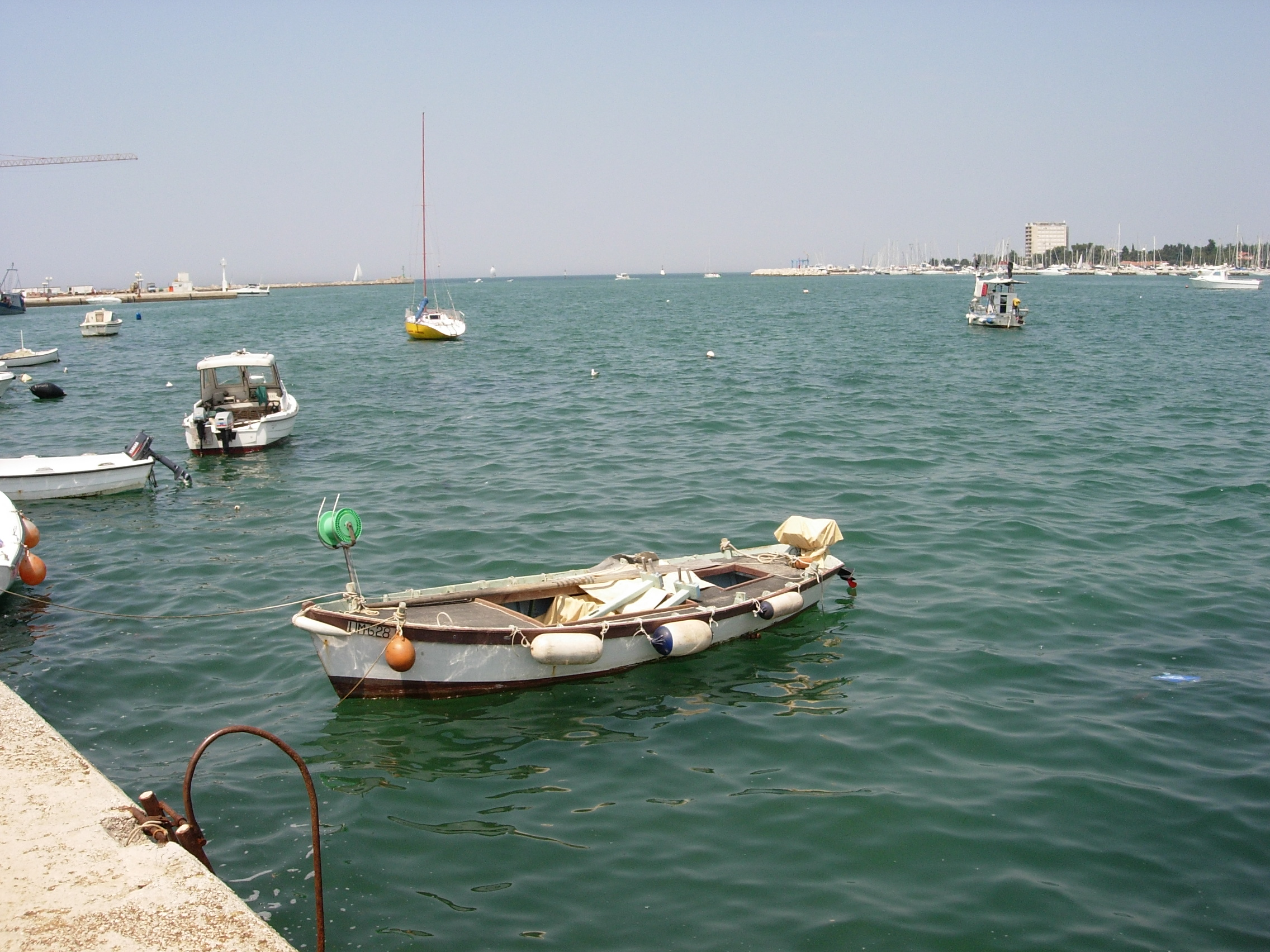
Kikötői részlet
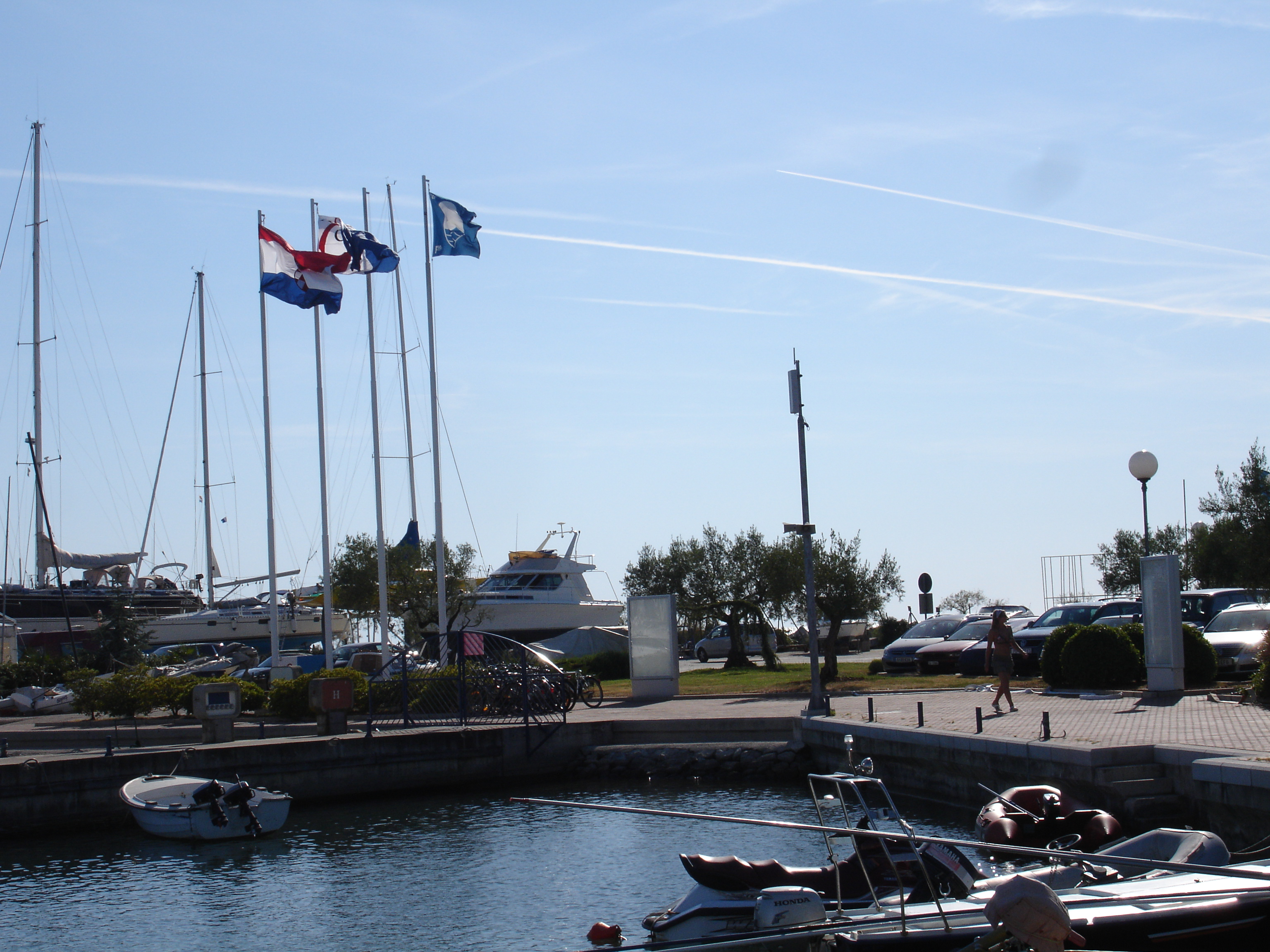
Umag kikötője

## Umagból származó híres emberek
- Manntra, rockegyüttes
- Baby Lasagna, énekes, zenész